# 666 TCN
666 TCN là một năm trong lịch La Mã.